# Panagiotis Zepos
Panagiotis Zepos (griechisch Παναγιώτης Ζέπος; * 1. Dezember 1908 in Athen; † 18. Mai 1985 ebenda) war ein griechischer Rechtswissenschaftler und Politiker.

## Leben
Panagiotis Zepos war der Sohn des berühmten Juristen Ioannis Zepos (griechisch Ιωάννης Ζέπος). Er studierte an der Nationalen und Kapodistrias-Universität Athen und wurde dort 1931 mit einer Arbeit über das Stockwerkseigentum im modernen griechischen Privatrecht promoviert. Im Anschluss an die Promotion absolvierte er einen zweijährigen Studienaufenthalt in Berlin. 1934 habilitierte er sich an der Universität Athen.
Von 1934 an lehrte Zepos zunächst als Dozent, ab 1940 als ordentlicher Professor an der Aristoteles-Universität Thessaloniki, bis er 1953 an die Athener Universität zurückberufen wurde. Der Schwerpunkt der wissenschaftlichen Arbeit von Zepos lag im Bereich der byzantinischen Rechtsgeschichte und des modernen griechischen Privatrechts. Sein Lehrbuch des griechischen Schuldrechts, das in zweiter Auflage 1965 erschien, wurde ein Standardwerk. Zepos äußerte sich auch in mehreren Beiträgen in deutscher Sprache zum deutschen bürgerlichen Recht. Außerdem publizierte er zu Problemen der Rechtsvergleichung.
Neben seiner wissenschaftlichen Tätigkeit bekleidete Zepos mehrfach hohe politische Ämter. Schon 1935 hatte er das Amt des Generalsekretärs im Justizministerium inne. Nach dem Zweiten Weltkrieg war er im Jahr 1945 Generalsekretär des Erziehungsministeriums. Nach dem Sturz der Militärdiktatur in Griechenland am 23. Juli 1974 amtierte Zepos zunächst vom 9. Oktober bis zum 21. November desselben Jahres als Innenminister in der von Konstantinos Karamanlis geführten Regierung der nationalen Einheit. In der am 21. November nach den ersten freien Wahlen wiederum unter Führung von Karamanlis gebildeten Regierung wurde Zepos Minister für Erziehung und Kultus. Dieses Amt übte er bis zu einer Kabinettsumbildung am 5. Januar 1976 aus. Sein Nachfolger wurde Georgios Rallis.

## Ehrungen
1970 wurde Zepos Mitglied der Akademie von Athen, deren Mitglieder ihn 1975 für ein Jahr zum Präsidenten wählten. Außerdem war er Mitglied der Accademia Nazionale dei Lincei in Rom und der Académie internationale de droit comparé. Nachdem Zepos bereits im Jahr 1957 die Ehrendoktorwürde der Universität Freiburg erhalten hatte, widmeten ihm Freunde und Fachkollegen aus Deutschland zu seinem 65. Geburtstag 1973 eine dreibändige Festschrift.